# Fort Ellenserdamm

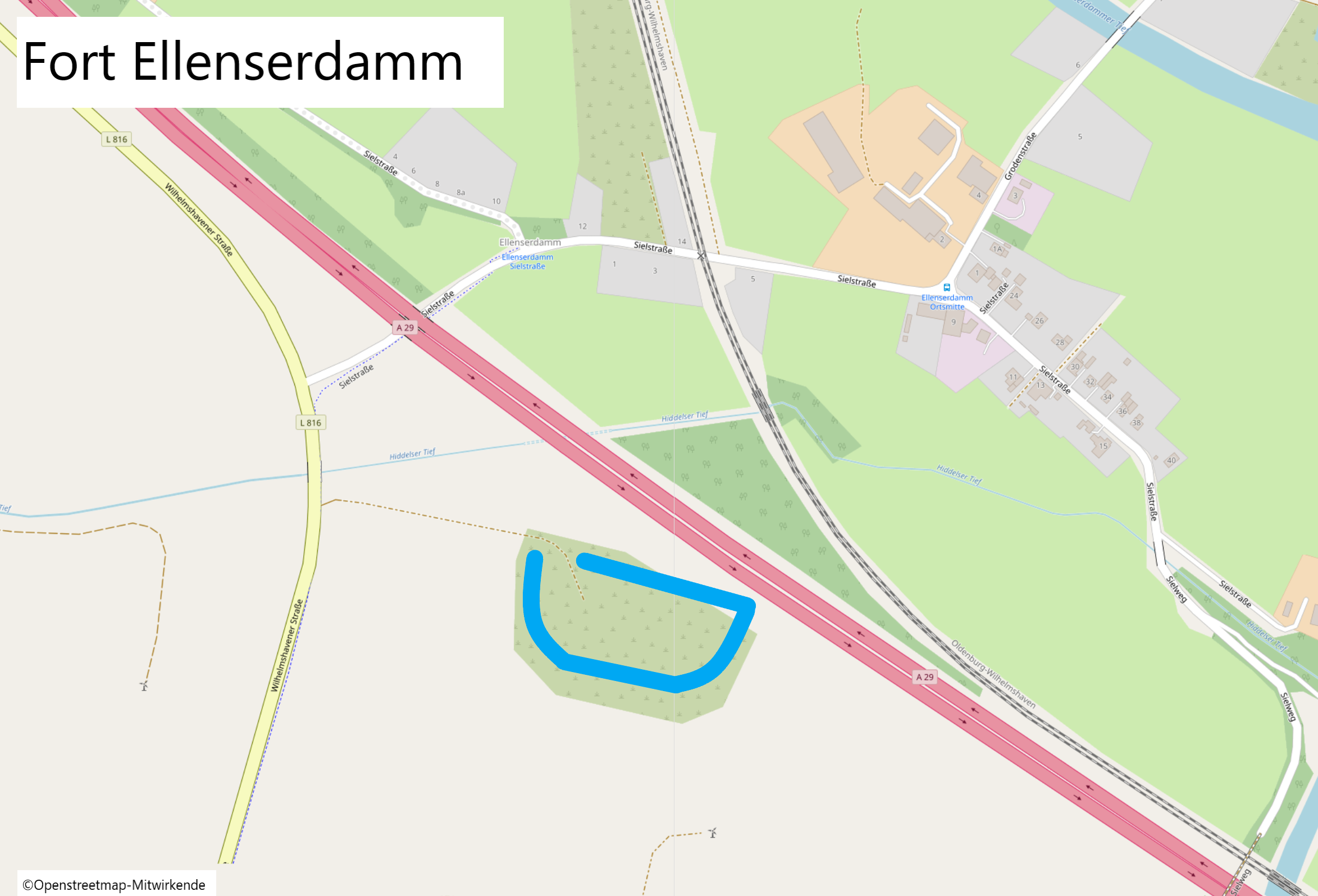
Umfang des Fort Ellenserdamm

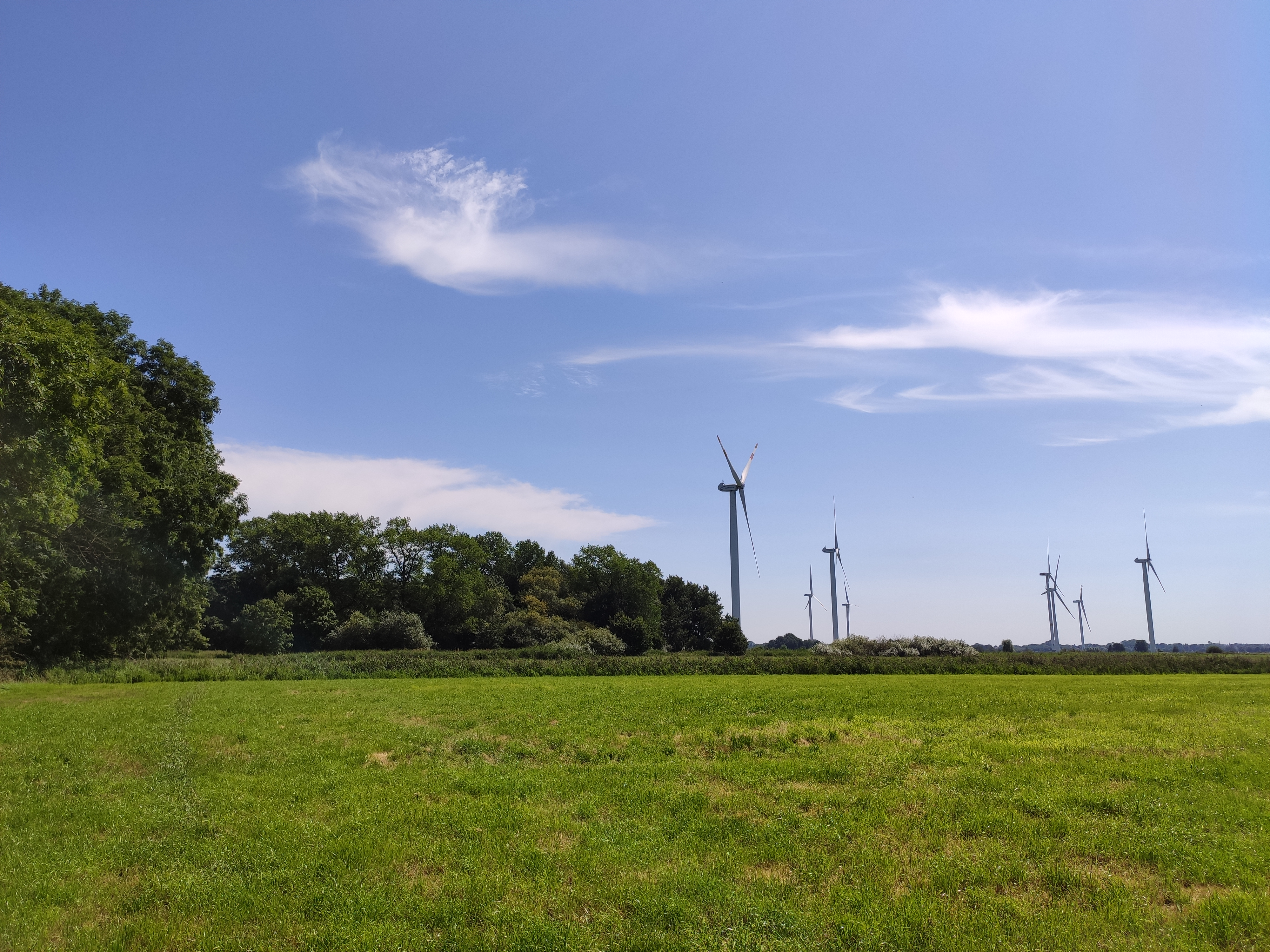
Foto von Fort Ellenserdamm

Das Fort Ellenserdamm war eine Befestigungsanlage zum Schutz des Kriegshafens Wilhelmshaven.

## Lage und Aufbau

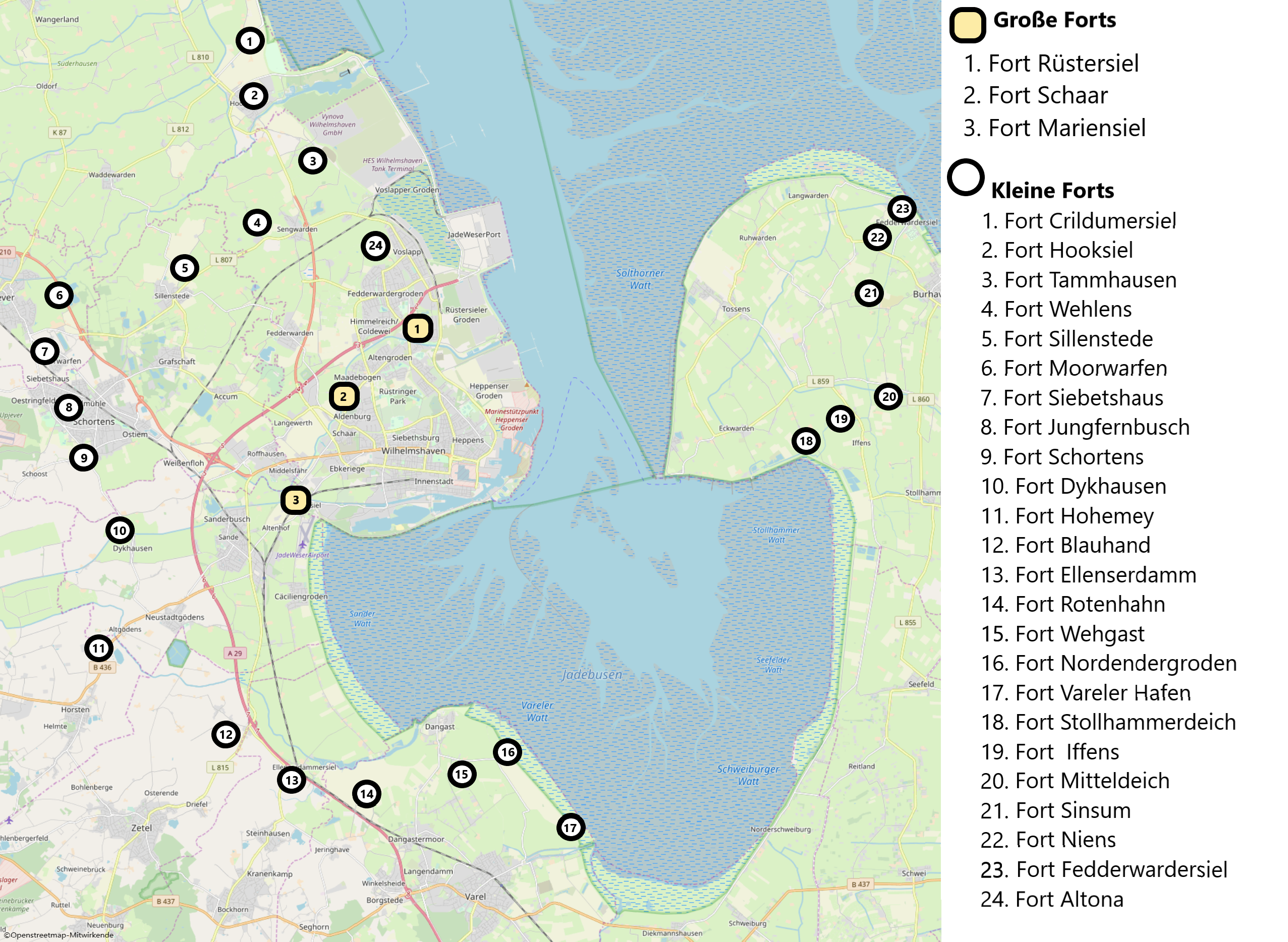
Position der Forts zum Schutz Wilhelmshavens.

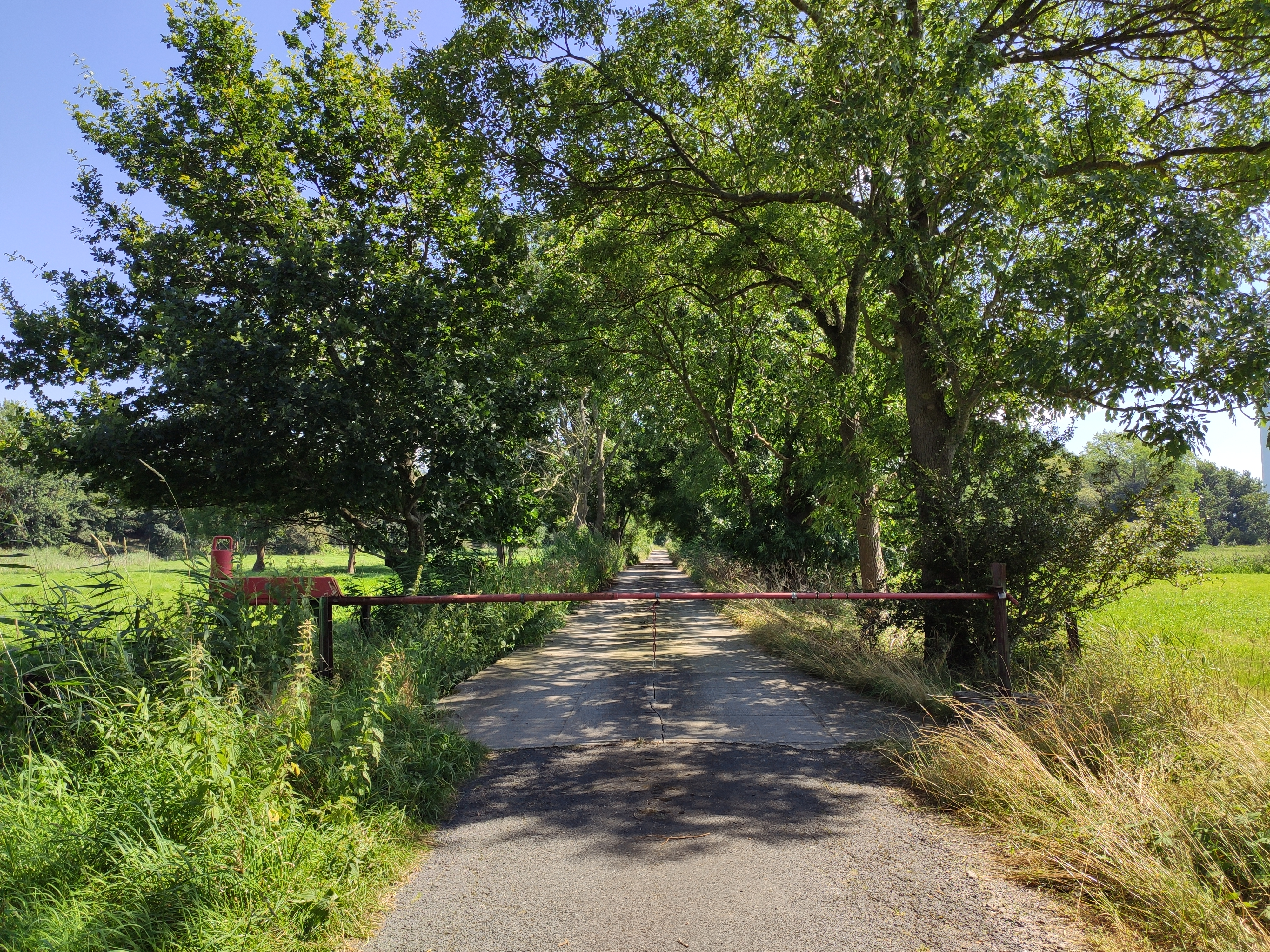
Weg zum Fort Ellenserdamm.

Das Fort Ellenserdamm liegt direkt südlich von Ellenserdammersiel. Es wurde als geschlossene Lünette errichtet. Die Anlage war für zwei Züge Infanterie (~80 Mann) ausgelegt. Die Anlage hatte eine Länge von 200 Metern und eine Breite von 100 Metern. Der Wassergraben ist zum größten Teil noch erhalten.

Panorama der Landschaft vor dem Fort Ellenserdamm.

## Geschichte
Das Fort Ellenserdamm wurde vor dem Ersten Weltkrieg gebaut. Nördlich der Anlage befanden sich im Ersten Weltkrieg noch die Flakbatterie Ellenserdam und die Batterie Ellenserdamm. Im Zweiten Weltkrieg wurde es für die Luftverteidigung Wilhelmshavens reaktiviert. Die Anlage wurde bis in die 1970er Jahre bewohnt.